# Eustrotia algira
Eustrotia algira là một loài bướm đêm trong họ Noctuidae.